# ارتفاع شرق المحيط الهادئ
ارتفاع شرق المحيط الهادئ هو سلسلة جبال تتوسط المحيط، وهو حد من صفيحة تكتونية منفرجة تقع على طول المحيط الهادئ. وتفصل صفيحة المحيط الهادئ من الغرب عن صفيحة أمريكا الشمالية (من الشمال إلى الجنوب) صفيحة ريفيرا [الإنجليزية] وصفيحة كوكوس وصفيحة نازكا والصفيحة القطبية الجنوبية. وتنحني السلسلة من نقطة غير محددة بالقرب من القارة القطبية الجنوبية في اتجاه الجنوب إلى الشمال حتى نهايتها في الطرف الشمالي لخليج كاليفورنيا في بحر سالتون في جنوب كاليفورنيا.

## نظرة عامة

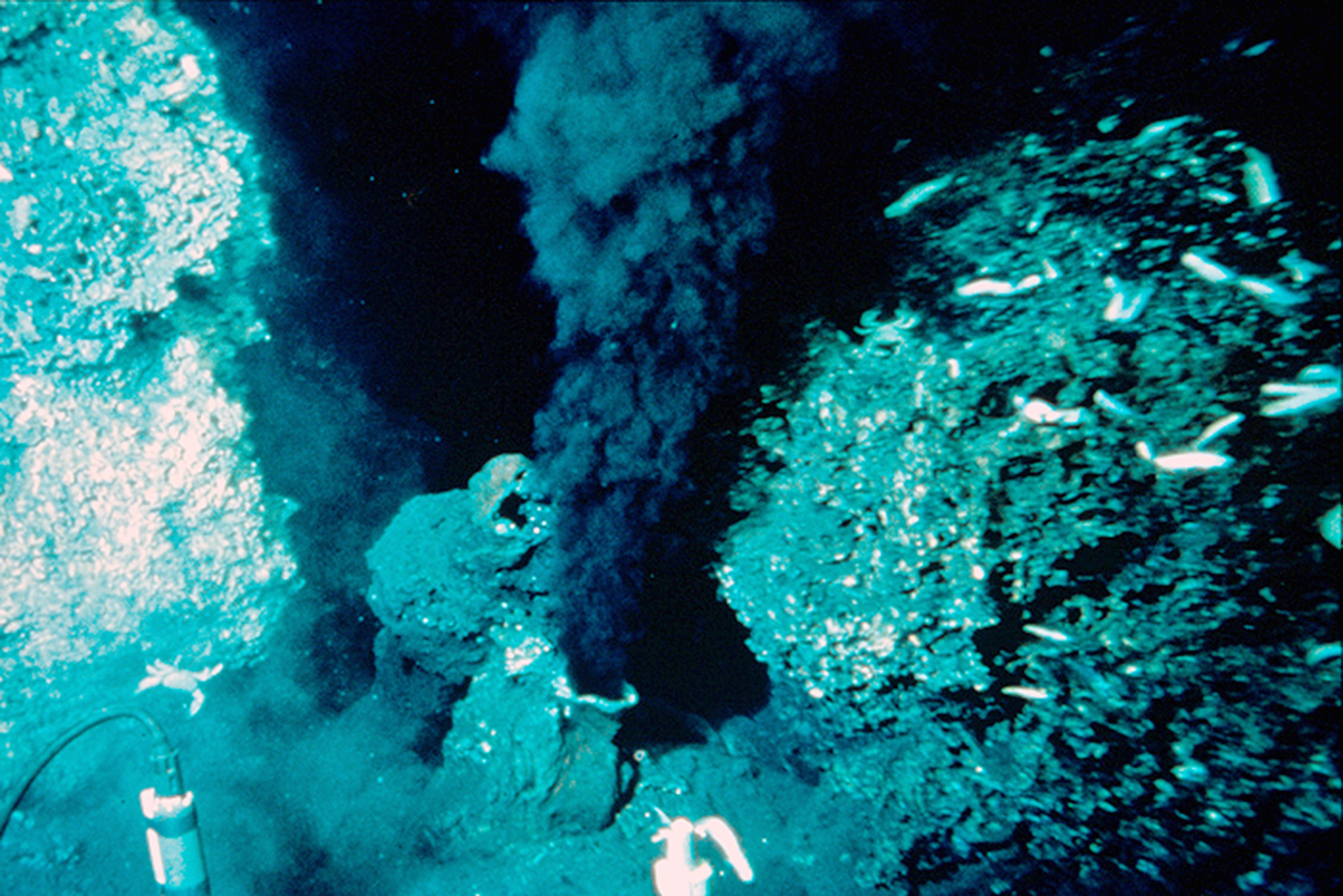
ارتفاع شرق المحيط الهادئ، 21 درجة شمالاً. قاعدة المدخن الأسود (Black smoker).

تتحرك القشرة المحيطية بعيدًا عن ارتفاع شرق المحيط الهادئ لأي جانب بمعدل 70 ملم كل عام. على الجانب الشرقي من الارتفاع تلتقي كوكوس وصفيحة نازكا المتحركتان باتجاه الشرق مع صحيفة أمريكا الجنوبية وصحيفة أمريكا الشمالية المتحركتين نحو الغرب انغمارهما أسفل منهما. وتكون النتائج المباشرة لهذا التصادم هي تكون حزام البراكين على طول الأنديز، وقوس البراكين الممتد عبر أمريكا الوسطى والمكسيك. وبسبب شرق شبه جزيرة باها بكاليفورنيا فإنه يُشار إلى الارتفاع هذه أحيانًا بمنطقة صدع بخليج كاليفورنيا. وفي هذه المنطقة، يتم تمازج قشرة محيطية متكونة حديثًا مع القشرة القارية المتصدعة الناشئة عن صفيحة أمريكا الشمالية.
وبالقرب من الجزيرة الشرقية تتقابل ارتفاع شرق المحيط الهادئ مع حيد تشيلي في الجزيرة الشرقية والصفائح الصغيرة في خوان فيرنانديز المتجهة نحو الشرق حيث تغوص أسفل صفيحة أمريكا الجنوبية عند خندق بيرو-تشيلي على طول الشاطئ جنوب تشيلي. ويمتزج الامتداد الجنوبي لسلسلة منحدرات شرق المحيط الهادئ (والذي يُسمى حيد المحيط الهادئ والقطب الجنوبي) مع حيد جنوب شرق المحيط الهندي عند ملتقى ماكواري الثلاثي [الإنجليزية] في جنوب نيوزيلندا.
وعلى طول ارتفاع شرق المحيط الهادئ تم اكتشاف منافس مائية حرارية التي تُسمى المداخن السوداء لأول مرة وتمت دراستها بشكل مكثف. وتكون هذه الفتحات ترسبات طبقية كبيرة جدا تتكون منها البراكين في قاع المحيطات. وقد تم العثور على العديد من المخلوقات الغريبة في المياه العميقة هناك. الامتداد الجنوبي لارتفاع شرق المحيط الهادئ هو أحد أسرع الحدود المتباعدة انتشارًا على الأرض.
1. ↑  يوسف سليمان خير الله (1998). أحمد شفيق الخطيب (المحرر). الموسوعة العلمية الشاملة (ط. 1). بيروت: مكتبة لبنان ناشرون. ص. 234. ISBN:978-9953-33-776-0. OCLC:745323823. QID:Q118142307.
2. ↑  "Study site at the East Pacific Rise". SEAS: Student Experiments At Sea. مؤرشف من الأصل في 2016-03-05. اطلع عليه بتاريخ 2008-12-09.
3. ↑  "Black Smokers". American Museum of Natural History. مؤرشف من الأصل في 2012-05-31. اطلع عليه بتاريخ 2008-12-09.

## وصلات خارجية
- Scripps Institution of Oceanography East Pacific Rise Marine EM website
- Galapagos rise and microplate